# إيرا فورد
إيرا فورد هو سياسي أمريكي، (و. 1827 – 1903 م). نشط حزبياً في الحزب الجمهوري. وقد انتخب عضو جمعية ولاية ويسكونسن ‏.